# 硝酸グアニジン
硝酸グアニジン（しょうさんグアニジン、Guanidine nitrate）は、ガスジェネレータや固体ロケットの燃料・推進剤に使用される高エネルギー燃料である。化学式はCH6N4O3、構造はH2N-(C=NH)-NH2・HNO3。グアニジンの硝酸塩であり、正名（IUPAC）は硝酸グアニジニウムである。
爆速は4495m/s(0.8)、トラウズル値は43。アルコールや水に可溶で、急激な加熱や衝撃により爆発する。消防法第2条第7項及び別表第一第5類10号、危険物の規制に関する政令第1条により危険物第5類(自己反応性物質)に指定されている。

## 用途
混合爆薬の成分,ニトログアニジンの原料、高級窒素肥料としても研究された事がある。自己燃焼による熱分解で窒素と二酸化炭素と水蒸気のガスを生成する特性を利用してイギリスで1948年に発売されたJETEXやそれの国産版のタイガーロケッティで推進剤として使用された。

## 製法
ジシアンジアミドと硝酸アンモニウムを混合融解させる

{\displaystyle {\ce {HN=CNH2-NH-{CN}+2NH4NO3->2HN=CNH2-NH2\cdot HNO3}}}